# Ukiel
Ukiel, potocznie Krzywe (niem. Okullsee) – jezioro położone na Pojezierzu Olsztyńskim, w północno-zachodniej części Olsztyna pomiędzy osiedlami Dajtki, Gutkowo i Likusy. Największe jezioro Olsztyna o powierzchni 412 ha.
- Klasa czystości: II (2004 r.)
- Kategoria podatności na degradację: II (2004 r.)

Jezioro składa się z czterech plos (basenów jeziornych):
- gutkowskie (pot. Zatoka Kopernika) – basen północny (117,9 ha)
- Przejma (pot. Pacyfik) – basen środkowy (84,9 ha)
- łupstychskie (pot. Łabędzia Szyja) – basen zachodni (85,4 ha)
- olsztyńskie (pot. Zatoka Grunwaldzka) – basen południowy (120,4 ha).

Baseny jeziora połączone są cieśninami noszącymi potoczne nazwy: Lwia Paszcza, Czarne Wrota i Zakręt. Przy basenie olsztyńskim znajduje się tzw. Zatoka Miła oraz Słoneczna Polana, a także umiejscowiona jest Plaża Miejska.
Jezioro posiada brzegi wysokie, przeważnie strome, miejscami zalesione; kilka małych cieków; odpływ przez Kortówkę i Jezioro Kortowskie do Łyny.
Dane morfometryczne
- Wysokość zwierciadła wody: 103 m n.p.m.
- Powierzchnia jeziora: 412 ha
- Długość maksymalna jeziora: 5,3 km
- Szerokość maksymalna jeziora: 1,9 km
- Maksymalna głębokość jeziora: 43 m
- Średnia głębokość jeziora: 10,6 m
- Długość linii brzegowej: 22,48 km
- Rozwinięcie linii brzegowej: 98,82

## Opis
Część północna – gutkowska – ma powierzchnię 117,9 ha i głębokość maksymalną 43 m. Jest ona otoczona polami uprawnymi i zabudową dzielnic Olsztyna – Gutkowo i Likusy. Ploso środkowe – Przejma – łączące pozostałe części zbiornika, o powierzchni 84,9 ha i głębokości 40 m, otaczają lasy i pola uprawne. Najbardziej wysunięta na zachód zatoka zwana łupstychską ma powierzchnię 85,4 ha i głębokość maksymalną 32 m. Otaczają ją pola uprawne i lasy, przy brzegu zachodnim leży osiedle Łupstych. Część Olsztyńska zajmuje powierzchnię 120,4 ha, jej głębokość maksymalna wynosi 20 m. W pobliżu plosa olsztyńskiego, praktycznie już poza granicami zlewni bezpośredniej, znajduje się osiedle domków jednorodzinnych Dajtki. Od strony Dajtek linia brzegowa jeziora jest urozmaicona zatoką zwaną Miłą. Niegdyś znajdowała się nad nią stanica wodna PTTK, obiekt został rozebrany ok. 2007 r.
Ukiel jest największym jeziorem w Olsztynie, znajdują się przy nim ośrodki wypoczynkowe, przystanie żeglarskie (w tym przystań Olsztyńskiego Klubu Sportów Wodnych), kajakowe oraz plaża miejska. Od kilkunastu lat na terenie jeziora prowadzone są zabiegi rekultywacyjne, zmierzające do poprawy i utrzymania dobrej jakości jego wód.
W rozkładzie jazdy pociągów przewoźnika PKP Intercity na okres 2011/2012 jeden z kursujących między Olsztynem a Warszawą pociągów kategorii TLK nosił nazwę „Ukiel”. Wyruszał on rano ze stolicy do Olsztyna, a wracał wieczorem, stanowiąc odpowiednio pierwsze i ostatnie w ciągu dnia połączenie bezpośrednie w tej relacji. Rozkład jazdy 2012/2013 nie zawierał tego połączenia. W rozkładzie jazdy 2014/2015 ponownie znalazł się pociąg TLK o nazwie „Ukiel”.
Wokół jeziora zlokalizowane jest całoroczne Centrum Rekreacyjno-Sportowe „Ukiel” w Olsztynie.

## Galeria

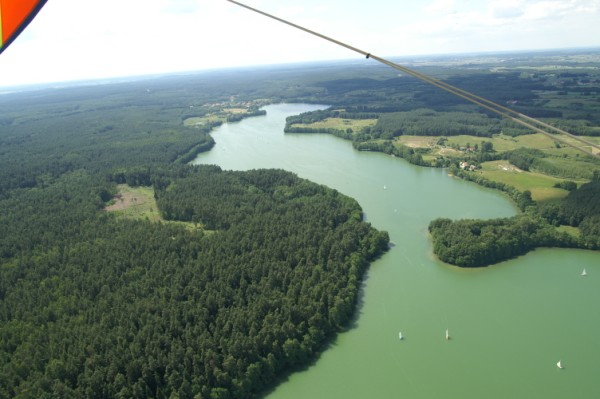
Jezioro z perspektywy lotu ptaka. Widok w stronę Łupstycha
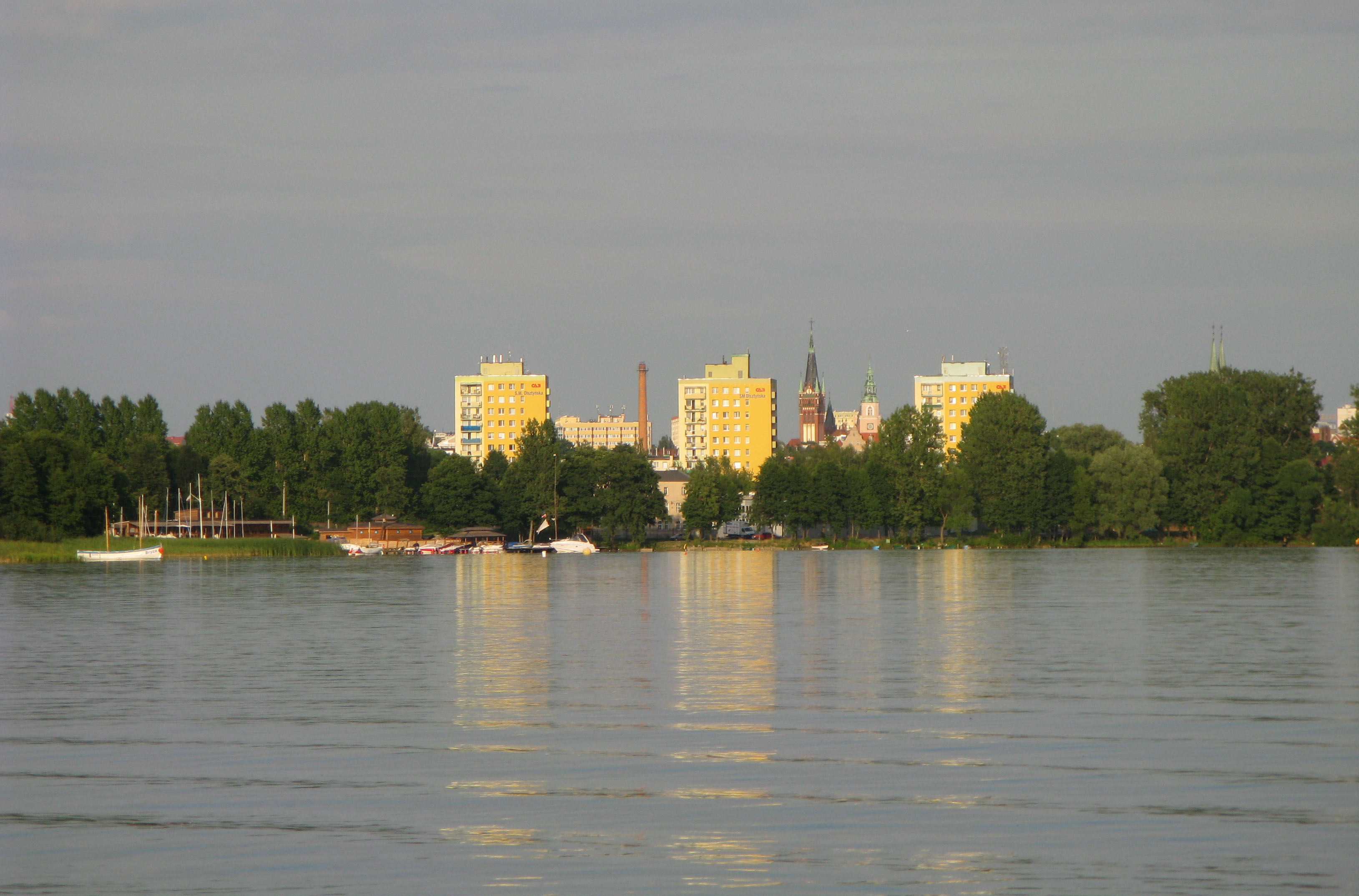
Widok śródmieścia Olsztyna od strony jeziora
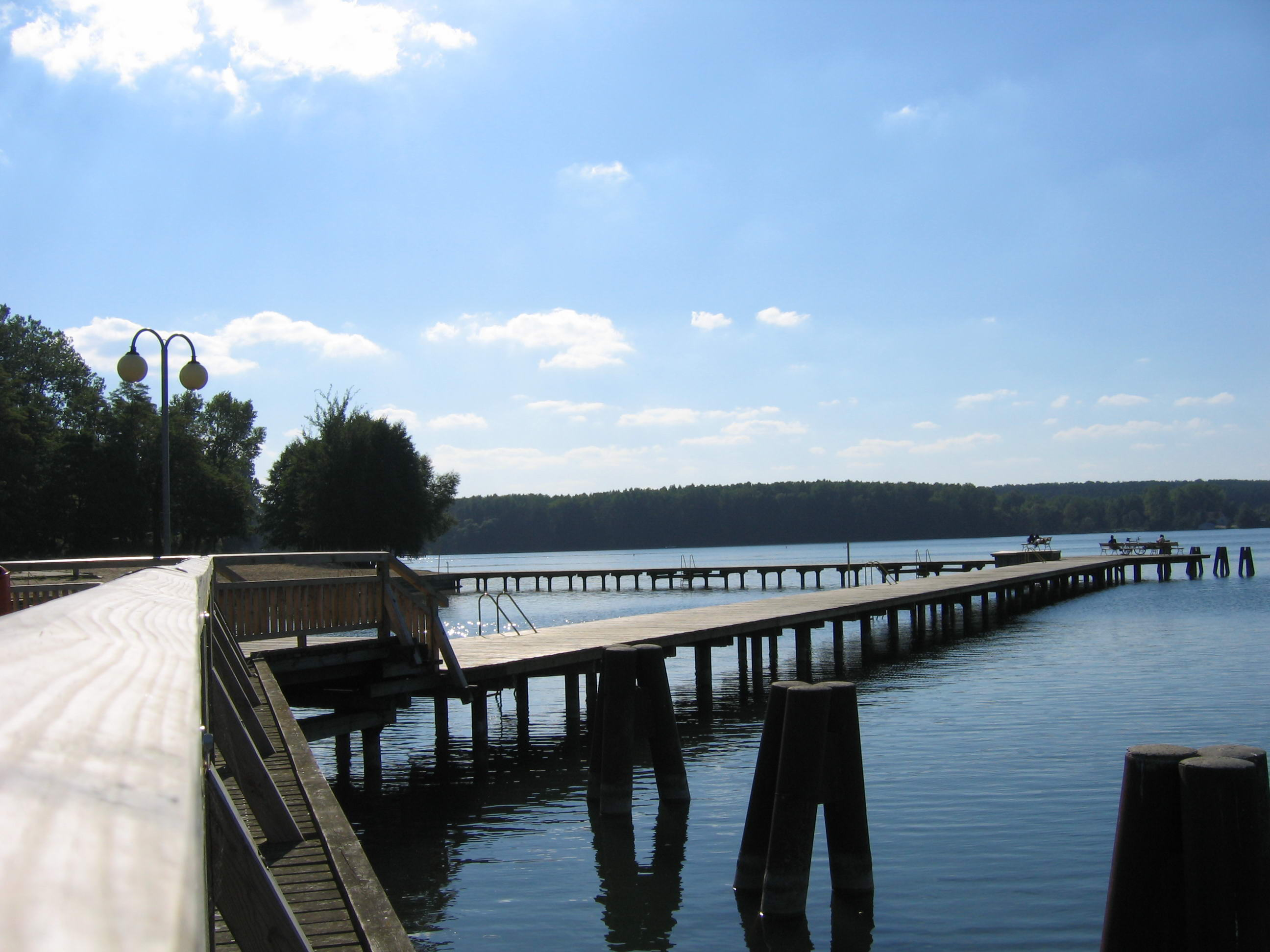
Molo na plaży miejskiej
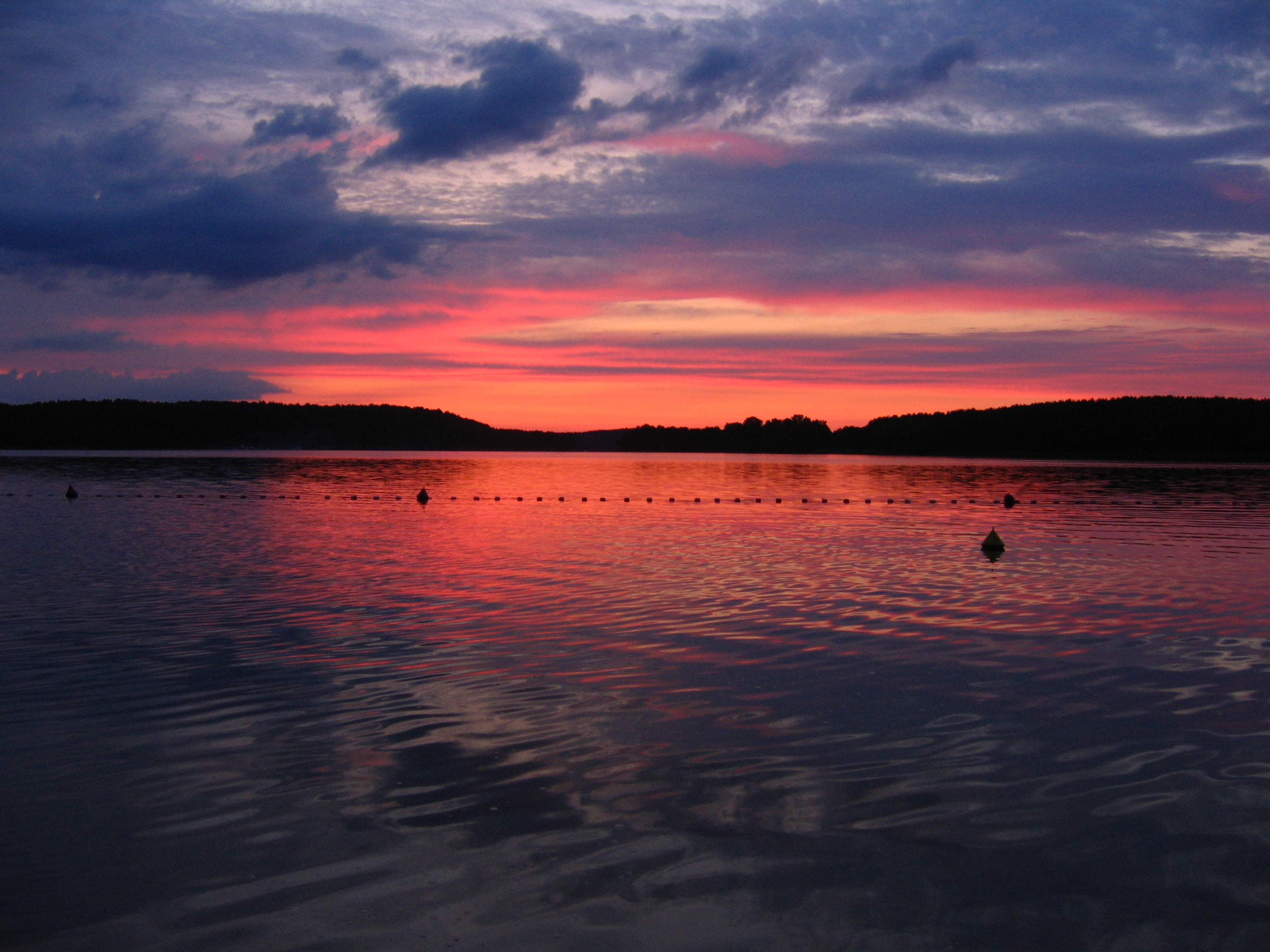
Zachód Słońca nad Jeziorem Ukiel